# Mistborn
Mistborn è una serie di romanzi high fantasy scritta da Brandon Sanderson.
Il primo ciclo consiste di una trilogia di libri pubblicati tra il 2006 e il 2008. Il secondo ciclo è stato pubblicato tra il 2011 e il 2022 con 4 titoli, mentre sono in programma un terzo e quarto ciclo. La saga include anche due novelle.

## Opere
Le opere che costituiscono la serie sono:
- Mistborn: L'Ultimo Impero (2006), Fanucci Editore, 2009.
- Mistborn: Il Pozzo dell'Ascensione (2007), Fanucci Editore, 2010.
- Mistborn: Il Campione delle Ere (2008), Fanucci Editore, 2011.

Ad essi si aggiunge un secondo ciclo formato da:
- Mistborn: La Legge Delle Lande (2011), Fanucci Editore, 2013.
- Mistborn: Le Ombre Residue (2015), Mondadori, 2023.
- Mistborn: Le Fasce Del Lutto (2016), Mondadori, 2024.
- Mistborn: Il Metallo Perduto (2022), Mondadori, 2024.

Il secondo ciclo è ambientato 300 anni dopo la trilogia, il primo volume pubblicato nel 2011 e edito in Italia il 31 gennaio 2013 da Fanucci Editore con il titolo di "La legge delle lande".

## Ambientazione
Le vicende sono ambientate nel mondo fittizio di Scadrial, in una regione chiamata Ultimo Impero. Mille anni prima delle vicende narrate nei libri, il Lord Reggente riuscì ad arrivare ad una fonte di potere nota come Pozzo dell'Ascensione, e tramite esso riuscì sia a cambiare il mondo secondo i suoi desideri, sia a diventare immortale. Per qualche ragione il sole divenne color rosso sangue, dal cielo iniziò a piovere cenere e misteriose Nebbie avvolgevano le città e i villaggi con la loro fitta coltre. È noto che prima dell'Ascensione il mondo conosciuto fosse suddiviso in 14 terre ma con la fondazione dell'impero, i popoli furono riparti in provincie chiamate Dominazioni. Le dominazioni si distinguevano in interne ed esterne, con le prime più vicine alla capitale e le seconde disposte più in periferia; in totale, nel reame esistevano 5 dominazioni interne e 4 dominazioni esterne.

### Dominazione Centrale
È una delle Dominazioni Interne. Nei suoi confini si trovano sia il Lago di Luthadel sia il Lago Tyrian, sulle cui sponde sorge il colossale Monte Tyrian, uno dei Monti Cenere. Subito dopo il Crollo, la provincia cade sotto il controllo di Elend venture. I luoghi più importanti della provincia sono:
- Luthadel: è la capitale dell'Ultimo Impero e sorge a metà strada tra i due bacini. Luthadel è la città più popolosa del regno, con il suo milione di abitanti ed è il cuore politico ed amministrativo del Lord Reggente. Al centro della città si staglia Kedrik Shaw (la Collina delle Mille Guglie), la residenza dell'imperatore. Luthadel è conosciuta per i tessuti, le fucine e le maestose fortezze nobiliari. Nel secondo romanzo della trilogia si scopre che il Pozzo dell'Ascensione si trova sotto la metropoli: infatti il Lord Reggente, durante l'Ascensione, spostò le montagne dell'antica Terris in modo da poter creare la sua capitale proprio sulla preziosa fonte di potere.
- Fosse di Hathsin: si trovano a nord di Luthadel. Consistono in una dozzina di profonde fenditure nel terreno, sulle cui pareti crescevano i cristalli di Atium. Vi venne creata una colonia penale che venne gestita segretamente dalla casata Venture per ordine del Lord Reggente. I prigionieri per sopravvivere, dovevano consegnare ogni settimana un geode di cristalli, altrimenti si veniva uccisi di percosse. Kelsier riuscì a resistere in quel luogo infernale per 16 mesi prima di fuggire dopo la morte di Mare. Poco prima della sua morte, il carismatico ladro tornò alle fosse e distrusse la loro capacità di produrre atium tramite l'allomanzia. Nel terzo romanzo si scoprirà che la Patria dei Kandra si trova in un complesso di grotte poco lontano da questo luogo.
- Fellise: cittadina di periferia, a sud di Luthadel. Decisamente più piccola della capitale, Fellise ospitava le residenze estive della nobiltà. Durante il primo romanzo il falso Lord Renoux prenderà residenza proprio qui.
- Holstep: città a nord di Luthadel. L'esercito di Yeden riesce a sconfiggere la guarnigione locale ma verrà poi sopraffatta alle spalle dai rinforzi nemici arrivati dalla città di Valtroux.

### Dominazione Settentrionale
È una delle dominazioni interne. Al centro dei suoi territori si trovava il Kalling, uno dei Monti Cenere. Il luogo di maggiore interesse della regione è Urteau, la città capitale della provincia. Essa era la sede della casata Venture ed era famosa per la sua capillare rete di canali che sostituivano le comuni strade. Circa un secolo prima degli avvenimenti della trilogia, le sorgenti che rifornivano la città vennero deviate dal Lord Reggente in un ampio bacino sotterraneo nel suo deposito segreto.

### Dominazione Occidentale
È una delle dominazioni interne. Nei suoi territori si trovano i Monti Cenere Morag e Torinost. I luoghi di maggiore interesse sono:
- Tremredare: è la capitale della regione ma essa svolgerà un ruolo irrilevante nella saga.
- Harvafex: ospita il conservificio più grande dell'impero e che rifornirà le truppe di Cett durante l'assedio di Luthadel.
- Fadrex: si trova ad est di Tremredare, in una posizione più vicina alla dominazione centrale. Oltre ad essere uno dei principali siti di stoccaggio del Dicastero delle Risorse, diventerà la roccaforte del Prelan Yomen subito dopo il Crollo. Sotto di essa si trova uno dei depositi segreti del Lord Reggente.

### Dominazione Orientale
È una delle dominazioni interne. Nei suoi territori si trova il Faleast, uno dei Monti Cenere. A detta di Sazed, questa provincia, dopo la disfatta del Lord Reggente, diventa quella più politicamente instabile. Il luoghi di maggiore interesse sono: 
- Canonica di Seran: una roccaforte del Culto d'Acciaio, dove si ritirano gli Inquisitori e gli Alti Prelan subito dopo il Crollo.
- Satren: città mineraria dove si trova un deposito segreto del Lord Reggente.

### Dominazione Meridionale
È una delle dominazioni interne. Si affaccia sull'oceano e all'interno dei suoi territori si trovano i Monti Cenere Doriel e Zerinah. Unico luogo di interesse è la città mineraria di Vetitian, sotto la quale si trova uno dei depositi segreti del Lord Reggente.

### Dominazioni Esterne
Come detto sono quattro: la Dominazione Remota, la Dominazione Lontana, la Dominazione Mezzaluna e la Dominazione Terrisiana. Delle prime tre provincie si hanno pochissime informazioni: non sono molto popolose e la vita è dura. La minaccia dei Koloss è concreta e i loro attacchi non sono rari. La Dominazione Terrisiana è una regione montuosa che si trova nell'estremo nord dell'Ultimo Impero, oltre le dominazioni settentrionale ed occidentale. È l'unica ad aver mantenuto l'antico nome del proprio regno, forse come segno dell'affetto del lord Reggente per la sua patria. La capitale della provincia è Tathingdwen.

### Terre Bruciate
Sono i territori al di là dei confini dell'impero. Sono dei vasti deserti privi di qualunque forma di vita e presumibilmente corrispondono alla zona in cui non arrivano le piogge di cenere.

## Personaggi

### Dei
Preservazione e Rovina sono le due divinità del mondo Mistborn. Ogni divinità era costituita da tre aspetti: uno fisico, che si manifestava nelle loro creazioni; uno spirituale, che si palesava nell'energia invisibile che permeava tutto il mondo; e uno cognitivo, nelle menti che controllavano quell'energia. Originariamente la forza di Preservazione era identica a quella di Rovina e tra di loro regnava l'equilibrio. In un tempo ormai remoto, tuttavia, Preservazione desiderò creare vita senziente; l'entità era ben consapevole che questo non sarebbe mai potuto accadere finché ci fossero state le interferenze del suo nemico. Così decise di stringere un patto con lui: Preservazione avrebbe potuto creare vita intelligente, che avrebbe avuto in sé più del suo potere rispetto a quella di Rovina. Quest'ultimo ottenne in cambio la promessa di poter distruggere tutto quello che avevano creato assieme. Infatti per dare alle sue nuove creature, consapevolezza, emozioni complesse e libero pensiero, Preservazione avrebbe dovuto cedere una piccola parte di sé stesso affinché risiedesse dentro di loro. Questo sacrificio lo avrebbe lasciato appena un poco più debole di Rovina, e questo svantaggio avrebbe permesso a quest'ultimo di sopraffarlo e di trionfare. Millenni dopo, quando Rovina venne a reclamare ciò che gli spettava, Preservazione ruppe il patto ed imprigionò la divinità in quello che sarebbe diventato il Pozzo dell'Ascensione.
- Preservazione: era la divinità preposta alla salvaguardia di tutte le cose, affinché rimanessero perfette ed immutabili. Quando Preservazione creò la prigione di Rovina sacrificò buona parte della sua coscienza, lasciando solo un'ombra di se stesso a vegliare sul mondo. Rovina era invece nel pieno della sua perfida intelligenza ma era diventato incapace di usare la stragrande maggioranza del suo potere e quindi di influenzare negativamente il mondo. La cattività di Rovina ebbe un'altra conseguenza. Il "corpo" di Preservazione fu ripartito in tre forme: come Nebbie (stato gassoso) che ricoprirono il mondo di notte, come pepite di Larasium (stato solido) e come potere liquido nel Pozzo dell'Ascensione. Proprio quando il livello di quest'ultimo raggiunse l'acme, Rovina, ansioso di tornare libero, manipolò la religione terrisiana e, in particolare il Recamondo Kwaan, per riconoscere come Campione delle Ere un giovane fabbro chiamato Alendi. La scelta non fu casuale: il ragazzo non solo era uno dei rari Misting esistenti al mondo ma era anche un Cercatore...il potere allomantico ideale per attirare Alendi al Pozzo. Percependo che Rovina era all'opera, la debole volontà di Preservazione agì, stimolando le Nebbie ad infrangere la popolazione per portare allo scoperto il maggior numero possibile di Misting. Rovina non potendo fermare la contromossa del suo nemico si limitò a sfruttarla per i propri piani: egli infatti incentivò l'operato delle Nebbie facendole indugiare ogni giorno, sempre di più, sulle terre del mondo. Fu così che nacque il Baratro. Alla fine Kwaan sventò i piani di Rovina facendo assassinare Alendi da suo nipote Rashek. Fu lui ad usare il potere del pozzo e a cambiare il mondo durante la sua Ascensione, e fu lui a far ingerire le pepite di Larasium ai suoi fedelissimi facendoli diventare i primi Mistborn della storia dell'umanità. Nel millennio successivo il mondo conobbe il dominio dell'Ultimo Impero ma ancora una volta il Pozzo cominciò a riempirsi e Rovina a sognare di nuovo la libertà. Il potere del Pozzo non poteva essere perduto: esso poteva essere utilizzato e diluito per compiere imprese inarrivabili ma alla fine sarebbe di nuovo tornato a concentrarsi nell'antico luogo mistico. Preservazione tentò di dare all'umanità una nuova divinità benefica che la potesse vegliare e la sua scelta ricadde su una neonata che si era Infranta durante un parto travagliato ed era diventata un Mistborn: il successore scelto da Preservazione era una bambina di nome Vin. A causa di Rovina i suoi piani inizialmente fallirono e Preservazione, ormai troppo debole, non riuscì ad evitare né la morte del Lord Reggente né il ritorno del Baratro, né l'arrivo di Vin al Pozzo dell'Ascensione. Gli inganni perpetuati dalla malvagia divinità, condussero all'errore la giovane Vin che anziché usare il potere del pozzo, decise di disperderlo: questa azione funzionò come una chiave in una serratura e purtroppo, Rovina fu di nuovo libero. Braccato dal suo nemico, la divinità alla fine viene sopraffatta quando decide di usare le sue ultime forze per ridare speranza ad Elend Venture. Il corpo di Preservazione rimasto privo di coscienza, verrà poi assorbito da Vin subito dopo l'intervento di Marsh nello scontro con gli Inquisitori a Luthadel: il fratello di Kelsier riesce a togliere da Vin il suo amato orecchino di bronzo, che altro non era se non lo spuntone emalurgico datole anni or sono dallo stesso Rovina. Ascesa alla divinità, Vin, scatena la lotta finale con l'eterno nemico del mondo, arrivando a sacrificarsi per annientarlo. Il potere di Preservazione sarà poi raccolto da Sazed, il Campione delle Ere, che lo userà insieme a quello di Rovina per rigenerare il pianeta.

- Rovina: era la divinità preposta alla distruzione e al disfacimento di tutte le cose. Tuttavia il suo operato non era caotico e casuale, bensì, essendo dotato di una coscienza, era razionale e programmato. Rovina era la massima espressione del decadimento intelligente, che cercava il modo più raffinato e sottile per portare ogni cosa alle sue forme più semplici. Rovina era in grado di controllare individui che avessero nel loro corpo degli spuntoni emalurgici, più ne avevano più salda era la sua presa, e di interagire con le persone psichicamente disturbate. Quando venne imprigionato nel Pozzo dell'Ascensione, Rovina, perse gran parte della sua capacità di interagire con il mondo. Architettò un'astuta manipolazione per indurre i Recamondo a far andare Alendi al pozzo e compire l'azione necessaria per liberarlo. Distorse quindi l'operato delle Nebbie, trasformandole così in un suo utile strumento per condurre alla disperazione gli uomini e accelerare gli eventi. I suoi sforzi alla fine però si rivelarono vani: Alendi alla fine fu ucciso da Rashek, che tenne per sé il potere del Pozzo, lasciando la divinità nella sua prigione. Nei mille anni che seguirono il mondo conobbe il duro governo dell'Ultimo Impero ma ormai il potere stava tornando al Pozzo e Rovina si mise di nuovo in moto per volgere gli eventi in suo favore. Innanzitutto ordinò alla madre di Vin, malata di mente, di uccidere la sua terzogenita, un Misting cercatore, e di conficcare un piccolo spuntone emalurgico alla figlia prediletta da Preservazione: questa piccola interferenza sarebbe stata sufficiente per impedire alla ragazza di sostituire il suo antico nemico. In secondo luogo, anni dopo, creò ad arte delle storie, e delle leggende su un misterioso undicesimo metallo capace di annientare il Lord Reggente; Rovina non aveva fatto altro che fornire a Kelsier quello che cercava: un modo per uccidere il tiranno. Alla fine il metallo si rivelò utile a Vin, per fornire l'indizio decisivo che occorreva per sconfiggere Rashek. Il più grande ostacolo per la libertà di Rovina era stato rimosso. La divinità a questo punto sfruttò nuovamente le Nebbie per portare il mondo alla disperazione e manipolò gli antichi testi per indurre all'errore Sazed e la banda di Kelsier. Alla fine, la scelta di far donare a Vin uno spuntone emalurgico che potenziava il suo talento da Cercatore, fruttò; la ragazza riuscì a trovare il Pozzo e una volta ottenuto il potere fece proprio come suggerito da Rovina: lo disperse. La divinità era di nuovo libera, la fine del mondo ormai vicina. Il ritorno in campo di Rovina spostò verso di lui l'equilibrio divino, ma paradossalmente, l'entità era ancora troppo debole per poter spazzare via il mondo in un solo istante. Questa debolezza era stata causata dal fatto che il corpo di Rovina era stato rubato dal Lord Reggente e nascosto in un luogo dove la divinità non potesse scovarlo. Il principale scopo della divinità divenne dunque quello di tornare ad essere completo. Nel frattempo però cominciò anche ad innescare gli eventi che avrebbero fatto morire il pianeta e tutti i suoi abitanti; innanzitutto provocò forti terremoti in tutto l'impero, quindi moltiplicò gli attacchi delle orde di Koloss e poi fece aumentare l'emissione di cenere da parte dei Monti Cenere, raffreddando l'atmosfera e seppellendo piante e città sotto metri di polvere. Infine diede una caccia serrata all'ultimo frammento di consapevolezza di Preservazione provocandone la morte e lasciando privo di guida il suo immenso potere. Proprio quando era in procinto di sbarazzarsi anche di Vin, la volontà umana giocò un brutto scherzo alla divinità: il suo strumento preferito, Marsh, si ribellò per pochi istanti dal controllo di Rovina. Questo lasso di tempo gli consentì di togliere lo spuntone emalurgico dalla ragazza e innescare così la sua ascensione alla divinità. Vin, ora diventata la nuova Preservazione cercò inizialmente di migliorare il mondo, ma come accadde mille anni fa per rashek, i suoi interventi non fecero che peggiorare la situazione e favorire l'opera di Rovina. Quando nello scontro finale la divinità fece uccidere Elend Venture, Vin, spezzata dal dolore, si scagliò contro il suo nemico, distruggendolo definitivamente e liberando le due forze divine. Esse verranno poi raccolte da Sazed che diventerà il nuovo campione delle ere e rigenererà il mondo.

### Popolazioni
La popolazione dell'impero si divide essenzialmente in due tipologie: i Nobili e gli Skaa.
- Nobili: secondo la Dottrina del Culto d'Acciaio, i nobili sono i discendenti di coloro che appoggiarono e aiutarono il Lord Reggente nei giorni precedenti all'Ascensione. L'imperatore diede loro in dono l'allomanzia che si trasmise ai discendenti creando Mistborn e Misting. I nobili sono organizzati in casate che hanno come unico scopo quello di aumentare sempre più il loro prestigio, la loro ricchezza e il loro potere. Prima del Crollo, a Luthadel, risiedevano stabilmente le dieci casate più potenti dell'impero. In ordine di potenza esse erano: Venture, Hasting, Elariel, Tekiel, Lekal, Erikeller, Erikell, Haught, Urbain e Buvidas
- Skaa: in accordo con la Dottrina del Culto d'Acciaio, gli skaa sono i discendenti di coloro che ostacolarono o non supportarono il Lord Reggente nei giorni precedenti all'Ascensione. Come castigo, queste genti vennero ridotte in schiavitù e costrette a lavorare nei campi, nelle miniere e nelle fabbriche dell'impero. Sebbene inizialmente appartenessero a popoli ed etnie differenti, le politiche repressive dell'impero, annichilirono qualunque differenza creando un popolo omogeneo, con lingua e tradizioni identiche da un capo all'altro del reame. Gli skaa appartenevano al Lord Reggente, il quale permetteva ai nobili di "noleggiarli" e di usarli come meglio credevano. Gli skaa non venivano pagati dai nobili: l'unica forma di pagamento consisteva nella razione giornaliera di cibo ed un altro giorno di vita; esulavano da questo discorso i soldati dell'impero e gli artigiani che potevano disporre di uno stipendio e di diversi altri piccoli benefici. Agli skaa era vietato sia ribellarsi ai loro padroni, per qualunque motivo, sia possedere l'allomanzia; tale paradigma era così rigido che i nobili che si accoppiavano con una donna skaa avevano l'obbligo di farla uccidere per evitare la nascita di mezzosangue. Non effettuare questa pratica significava mettersi nelle mani degli Inquisitori. Quest'ultimo destino era simile per tutti gli skaa nati Misting o Mistborn: prima o poi essi sarebbero finiti nelle loro grinfie ed uccisi in modo orribile. Nel terzo romanzo si scopre che questa caccia serrata agli Skaa allomanti era giustificata dal fatto che per creare nuovi inquisitori occorreva il sacrificio di molti Misting. Gli skaa possedevano una criminalità: da una parte c'erano i ribelli skaa che lottavano per rovesciare l'impero; e dall'altra c'erano le bande della malavita che si accontentavano di una vita di ruberie ai danni della nobiltà.

### Creature
- Spettri delle Nebbie: sono creature non senzienti imparentati con i Kandra e sono il principale motivo per cui gli skaa hanno paura delle nebbie. Gli spettri delle nebbie sono ammassi di carne privi di ossa che cercano cibo di notte. Essendo dei mangia carogne ingurgitano i corpi che trovano lungo il loro cammino e poi usano le ossa appena acquisite per ampliare il loro scheletro, senza una logica di fondo, ma seguendo solo i loro istinti.
- Kandra: quando uno spettro delle nebbie riceve una delle quattro Benedizioni - Presenza, Potenza, Stabilità o Consapevolezza - perde la maggior parte dei suoi istinti e prende coscienza di sé, diventando così un Kandra. Ciascuna benedizione non era altro che uno spuntone emalurgico che concedeva un diverso potere (sensi acuti, forza ecc). Queste creature sono a tutti gli effetti dei mutaforma: una volta che ingeriscono un cadavere e ne ottengono le ossa, sono capaci di spostare i loro muscoli e i loro tessuti in modo da imitare alla perfezione la struttura originaria. Nei libri viene rivelato che, nei primi anni dell'ultimo impero, gli allomanti diedero inizio ad una dura persecuzione contro queste creature; per evitare una schiavitù forzata i Kandra decisero di intraprendere la via della servitù volontaria. Da allora, i Kandra servono gli uomini, che ne chiedono i servizi, rispettando le rigide regole del Contratto e sotto il pagamento di Atium. I primi Kandra, la cosiddetta Prima Generazione, non sono altri che gli accompagnatori terrisiani, amici di Rashek, che guidarono Alendi fino al Pozzo dell'Ascensione. Il futuro Lord Reggente non poté rischiare di lasciare liberi dei feruchemisti e così propose loro di scambiare la loro feruchemia con l'immortalità. Essi accettarono e vennero tramutati, insieme a tutti gli altri feruchemisti del mondo, in spettri delle nebbie. Ogni 100 anni nasce una nuova generazione di Kandra che andrà addestrata nell'imitazione dei corpi. Attualmente il governo dei Kandra è sotto il controllo della Seconda Generazione.
- Koloss: sono una razza di guerrieri bestiali creata dal Lord Reggente, durante la sua Ascensione, e poi utilizzata da lui per conquistare il mondo. Hanno la pelle di colore blu intenso e gli occhi rossi. Morivano intorno ai 20 anni quando il loro cuore non riusciva più a sostenerli; infatti potevano raggiungere anche i 3,5 metri di altezza. Dunque, i koloss non smettevano mai di crescere, ma le dimensioni della loro pelle restavano sempre le stesse; così sulle creature più giovani, pendeva floscia e ripiegata, mentre su quelle grandi, si tendeva fino a rompersi. Il loro repertorio di emozioni sembra essere molto limitato: o non provano nulla o sono furiosi. Ne segue, che la loro società è violenta e primitiva. Prima del Crollo imperversavano nelle Dominazioni esterne, ma dopo la morte del Lord Reggente le loro orde hanno cominciato ad attaccare anche le città più centrali. Dai libri si scopre che ogni Koloss è il risultato della fusione di cinque persone, come evidenziato dai quattro spuntoni emalurgici necessari per crearli. Chiaramente non si parlava di corpi, ma di cinque anime. Ogni paio di spuntoni concedeva quella che i kandra chiamavano la Benedizione della Potenza; ogni spuntone però distorceva sempre più anche il corpo del koloss rendendolo sempre meno umano.

## Magia
Nell'universo immaginario descritto nella saga, la magia è reale e si basa sull'utilizzo delle Tre Arti Metalliche:
- Allomanzia: potere mistico detenuto dalla nobiltà e concesso, secondo il Culto d'Acciaio, dal Lord Reggente circa 1000 anni prima degli eventi della trilogia come ricompensa per la loro lealtà. È allomante colui che ingerisce dei metalli e bruciandoli nello stomaco ottiene dei nuovi poteri. I metalli allomantici conosciuti inizialmente sono 10 ma, nel corso della storia, verranno introdotti altri 6 metalli fino a quel momento ignoti o addirittura tenuti segreti dal Lord Reggente. Gli allomanti si dividono in due gruppi principali: Misting, persone che possono bruciare solo uno solo dei metalli allomantici, e Mistborn, individui che possono bruciare tutti i tipi di metalli allomantici;

- Feruchemia: potere mistico che conferisce la capacità di immagazzinare certi attributi fisici in pezzi di metallo. I feruchemisti quindi non bruciano i metalli ma li usano come deposito. Ogni pezzo di metallo, a seconda delle dimensioni e della lega, può immagazzinare una certa qualità fisica; il feruchemista mette da parte un attributo e poi attinge alla riserva in un momento successivo. Nel mondo di Mistborn questo potere è esclusivo del popolo terrisiano e durante il dominio del Lord Reggente sarà il motivo principale che lo spingerà a perseguitarli.

- Emalurgia: viene esplicitato e approfondito solo nel corso del terzo romanzo. È chiamato emalurgia per via della sua connessione col sangue e con la morte; è una magia di natura parassitica: usa i metalli per attingere potere dal corpo di qualcun altro per trasferirlo -in quantità ridotte - nell'utilizzatore (legge del decadimento emalurgico).  Di conseguenza nell'emalurgia c'è una perdita netta di potere, in linea con la filosofia del Dio Rovina: frammentare l'universo in pezzi sempre più piccoli... pura e semplice distruzione. Il trasferimento di potere poteva essere effettuato con due metodologie diverse. Nel primo, quello più potente, bisognava conficcare uno spuntone (le sue dimensioni erano irrilevanti) attraverso il cuore della vittima e poi direttamente dentro un ospite in attesa; in quel modo, si perdeva pochissimo potere. Nel secondo metodo, si uccideva la vittima per creare lo spuntone emalurgico e solo in un secondo momento lo si andava a posizionare sul ricevente: il potere concesso al nuovo ospite era molto minore. Le vittime da sacrificare, a cui si rubava potere, potevano essere allomanti (Misting o Mistborn), feruchemisti o una persona normale; in quest'ultimo caso lo spuntone sottraeva il potere stesso di Preservazione che esiste all'interno dell'anima della gente (il potere che, a tutti gli effetti, rendeva le persone senzienti). Uno spuntone emalurgico può estrarre questo potere, poi trasferirlo a qualcun altro, concedendogli capacità residue simili a quelle dell'allomanzia. Nell'emalurgia, il tipo di metallo usato in uno spuntone è importante, così come il posizionamento di quello spuntone sul corpo dell'utilizzatore. Ad esempio, gli spuntoni di acciaio sottraggono poteri di allomanzia fisica, ovvero la capacità di bruciare peltro, stagno, acciaio e ferro; quale di questi quattro poteri viene però conferito, dipende solo da dove viene piazzato lo spuntone. Gli spuntoni emalurgici cambiano le persone fisicamente, a seconda di quali poteri vengono concessi, dove lo spuntone viene collocato, e quanti spuntoni ciascuno ha. Gli Inquisitori, per esempio, vengono cambiati in maniera drastica rispetto agli umani che erano stati. I loro cuori sono in posti differenti da quelli degli umani, e i loro cervelli si ridispongono per far spazio ai pezzi di metallo conficcati attraverso i loro occhi. I koloss vengono mutati in modi ancora più drastici. Gli spuntoni portati dai kandra causano solo una minima trasformazione nei loro ospiti, lasciando i corpi molto simili a quelli degli spettri delle nebbie, ma permettendo alle loro menti di cominciare a funzionare.

### Allomanzia
L'allomanzia è definita come un'arte metallica a rendimento crescente, ossia il cui praticante attinge potere da una fonte esterna. Il metallo, tipicamente ingerito, funziona da catalizzatore e viene consumato durante il processo; esso tuttavia non è la fonte del potere dell'allomante. Il particolare sfogo del potere non viene scelto dai praticanti ma è una caratteristica innata dell'individuo che non è possibile modificare senza l'utilizzo di metalli divini. Un allomante che possiede un potere allomantico è detto Misting, un allomante che li possiede tutti è detto Mistborn. Altre combinazioni intermedie non sono possibili. L'allomanzia è un'arte ereditaria, tuttavia la discendenza da allomanti o stirpi di allomanti non garantisce di per sé il possesso di facoltà allomantiche né è possibile determinare quale potere allomantico si possiede. Anche la forza allomantica dipende da fattori genetici.
Impiegare un metallo in modo allomantico è detto bruciare tale metallo. Esistono sedici metalli che gli allomanti possono bruciare per utilizzare i loro poteri, anche se durante alcune epoche storiche la conoscenza dei metalli allomantici e dei loro effetti è andata perduta. Durante l'epoca dell'Ultimo Impero ad esempio erano noti solamente nove di essi, otto dei quali detti di base, mentre il nono (l'oro) era considerato assieme all'atium un metallo superiore che non segue le regole dei metalli di base. Bruciare un metallo impuro o una lega la cui composizione non rispetti i canoni delle leghe allomantiche può avere conseguenze anche estremamente pesanti sul proprio fisico, che nei casi più estremi raggiungono la morte: per questo si consiglia sempre di provare a bruciare una quantità ridotta di metallo se si è incerti sulla qualità del metallo. Bruciare un metallo estraneo ai sedici ha conseguenze molto più pesanti di quelle precedentemente descritte. È possibile avvampare un metallo, ossia bruciarlo più velocemente per ottenere un aumento della potenza allomantica. Tale pratica sforza però il corpo in misura proporzionale all'aumento di potere, motivo per cui è generalmente sconsigliato avvampare costantemente i propri metalli.
Nella religione terrisiana l'allomanzia è associata al dio Preservazione. Nel Culto d'Acciaio l'allomanzia è il dono del Lord Reggente ai discendenti di coloro che lo aiutarono a sconfiggere il Baratro e il suo possesso da parte dei mezzosangue skaa è considerato blasfemia. Nelle leggende popolari skaa dell'epoca imperiale l'allomanzia è venuta con le nebbie; essendo le nebbie una delle parti del dio terrisiano Preservazione, questa interpretazione è risultata essere imprecisa ma non inesatta.
Esistono diversi modi in cui si possono dividere i metalli allomantici di base. Il primo criterio è l'utilizzo del metallo: fisico, mentale, temporale, o di potenziamento allomantico. Un altro criterio consiste nel verificare se il metallo influenza se stessi (venendo definito interno) o altre cose o persone (esterno). Infine, i metalli si differenziano se bruciandoli è possibile Tirare o Spingere. Se una coppia di metalli è tale da avere utilizzo ed essere entrambi esterni o entrambi interni, ossia differenziati soltanto perché uno Spinge e l'altro Tira, allora uno di essi è una lega dell'altro. Non è possibile che due differenti leghe del medesimo metallo siano entrambe metalli allomantici, inoltre perché non sia inutilizzabile o persino nociva per l'allomante la lega deve essere fusa secondo precise proporzioni fra i metalli: ad esempio il peltro da allomanti è una lega formata dal 91% di stagno e 9% di piombo.
Seguendo tali criteri i metalli allomantici di base, elencando prima il metallo puro e successivamente la sua lega, sono così suddivisi:
- Ferro e Acciaio, metalli fisici esterni.
- Stagno e Peltro, metalli fisici interni.
- Zinco e Ottone, metalli mentali esterni.
- Rame e Bronzo, metalli mentali interni.
- Alluminio e Duralluminio, metalli di potenziamento allomantico interni.
- Cromo e Nicrosil, metalli di potenziamento allomantico esterni.
- Oro ed Elettro, metalli temporali interni.
- Cadmio e Cerrobend, metalli temporali esterni.

Altri criteri distintivi più pratici sono la velocità con cui il metallo brucia e, nel caso di metalli esterni, il raggio d'azione del suo potere. Tipicamente un metallo e la sua lega, oltre a distinguersi perché uno Tira e l'altro Spinge, hanno anche velocità di consumo e raggio d'azione differenti: il peltro brucia molto più velocemente dello stagno; il cadmio può agire su una zona delle dimensioni di una piccola stanza, mentre il cerrobend su un'area di qualche metro al massimo.
All'epoca dell'Ultimo Impero le masse consideravano di base soltanto i primi otto metalli elencati (ferro, acciaio, rame, bronzo, stagno, peltro, zinco e ottone), mentre l'oro era considerato un metallo superiore e senza lega. Soltanto i prelati del Culto d'Acciaio erano a conoscenza della vera struttura dei metalli, la cosiddetta Legge dei Sedici, e sfruttavano tali conoscenze per avere un vantaggio sulla nobiltà e sui Misting skaa.
Esistono inoltre due metalli detti divini che sono al di fuori dello schema dei sedici metalli di base:
- Atium, metallo composto dal corpo del dio terrisiano Rovina.
- Lerasium, composto dal corpo del dio terrisiano Preservazione.

È possibile creare una lega fra uno dei metalli divini e uno qualunque dei sedici di base per ottenere due nuovi gruppi da sedici metalli allomantici. Data la natura eccezionalmente rara dei metalli divini e dunque delle relative leghe, uno studio dei loro effetti è praticamente impossibile.
All'epoca dell'Ultimo Impero l'unico metallo o lega divina noto alle masse era l'atium. Kelsier, Mistborn skaa, riuscì a trovare una leggenda riguardante un undicesimo metallo più potente sia degli otto di base e che dei due superiori: esso era il malatium, lega di atium ed oro. Vin, sua discepola, trovò una pepita del metallo divino senza nome e ne sperimentò gli effetti quando sotto consiglio di Armonia fece ingerire ad Elend Venture la pepita e scoprì che l'uomo era diventato un Mistborn.
I singoli metalli allomantici sono:
- Ferro e Acciaio: Metalli fisici esterni per, rispettivamente, Tirare e Spingere. Bruciando questi metalli l'allomante può percepire delle linee di colore azzurrino, dette ferrolinee, che congiungono il suo corpo con ogni sorgente metallica nelle vicinanze. Tirare con il ferro tali linee fa muovere il metallo in linea retta verso l'allomante, Spingere con l'acciaio invece allontana da sé il metallo. L'oggetto che si Tira o Spinge è detto ancora. Si può Spingere o Tirare un metallo soltanto in linea retta. Se l'ancora è più pesante dell'allomante o se non può spostarsi, allora sarà l'allomante a muoversi. È possibile Spingere o Tirare verso più ancore contemporaneamente. Se ciò viene fatto in modo accorto la forza allomantica viene trasferita da un'ancora all'altra, tipicamente passando prima per il proprio corpo: un allomante che bruci acciaio potrebbe ad esempio Spingere un'ancora dietro di sé per rimanere fermo e Spingere contro un oggetto di metallo molto più pesante di lui, riuscendo a scagliarlo lontano. Perché questa tecnica funzioni è necessario che tutte le parti sottoposte a spinta allomantica, incluso il proprio corpo, siano in grado di sopportarla: nell'esempio precedente il corpo dell'allomante è sottoposto a uno sforzo difficile da sopportare senza bruciare contemporaneamente peltro per irrobustirsi. Ferro e acciaio bruciano lentamente e necessitano di una certa perizia per essere utilizzati con buoni risultati. Metalli allomanticamente inerti come l'alluminio e le sue leghe non producono ferrolinee, quindi non possono essere Tirati o Spinti. Percepire le ferrolinee di metalli parzialmente o completamente conficcati nel corpo di una persona è possibile, tuttavia richiede di avvampare il proprio metallo a livelli cui pochi Misting o Mistborn possono arrivare. Un Misting che brucia ferro è detto Attrattore. Un Misting che brucia acciaio è detto Repulsore o, in epoca imperiale, sparamonete.

- Stagno: Metallo fisico interno per Tirare. Bruciando stagno l'allomante migliora tutte le proprie capacità sensoriali contemporaneamente, dai cinque sensi alla percezione del caldo, del freddo, del dolore, della fame, ecc., inoltre può vedere facilmente attraverso le nebbie. Un uso diffuso dello stagno consiste nell'avvamparlo velocemente per darsi una scossa e ripristinare la propria lucidità mentale, tipicamente quando l'allomante è ferito o debole per la perdita di sangue. Lo stagno è uno dei metalli che bruciano più lentamente. Lo stagno è uno dei metalli più pericolosi da usare con regolarità. L'utilizzo del metallo provoca dipendenza e bruciarlo con costanza per lunghi periodi di tempo altera permanentemente il proprio corpo: vista e udito diventano talmente acuti e sensibili che si necessita di protezioni per gli occhi durante il giorno e di tappi per le orecchie, il senso del tatto si affina al punto da permettere all'allomante di percepire le vibrazioni dell'aria, mentre a metallo spento tutti i sensi si rivelano notevolmente più deboli. Un Misting che brucia stagno è detto Percettore.
- Peltro: Metallo fisico interno per Spingere, ottenuto con una lega al 91% di stagno e al 9% di piombo. Bruciando peltro l'allomante ottiene un miglioramento alla forza, velocità, equilibrio, riflessi e resistenza agli urti, al dolore e alle spinte allomantiche; diviene inoltre capace in misura limitata di muoversi e agire normalmente anche se ferito. L'ammontare del miglioramento di una determinata caratteristica, ad esempio la velocità, dipende sia dalla velocità fisica dell'allomante privo di peltro sia dalla sua forza allomantica. È possibile bruciare peltro per aiutare il proprio corpo a guarire dalle ferite, anche se tale capacità non è paragonabile a quelle dei ferucemisti. L'utilizzo continuato del peltro per periodi di tempo da qualche ora a qualche giorno è detto peltrazione e sforza notevolmente il proprio corpo, costringendolo ad un lungo periodo di riposo al termine dell'impresa. Il peltro è un metallo facile da abusare e richiede accortezza e cautela: utilizzare la peltrazione senza esercizio o esaurire improvvisamente il metallo durante uno sforzo significativo significa rischiare di morire per la fatica. Anche questo metallo causa dipendenza. Un Misting che brucia peltro è detto Lottatore o, in epoca imperiale, bruto.
- Zinco e Ottone: Metalli mentali esterni per, rispettivamente, Tirare e Spingere. Bruciando zinco o ottone l'allomante può influenzare una o più emozioni delle persone colpite, rispettivamente rendendole più forti (Sobillare) o più deboli (Sedare). Né lo zinco né l'ottone permettono di percepire le emozioni altrui. Più di qualunque altro metallo, lo zinco e l'ottone richiedono un'enorme perizia per essere utilizzati: al fine di ottenere il desiderato stato emotivo è necessario prima capire lo stato emotivo iniziale della persona, poi indovinare come sia possibile tramutare questo stato emotivo in quello desiderato e infine apportare il cambiamento senza che la persona si accorga di essere manipolata con l'allomanzia, il tutto combattendo contro la naturale diffidenza che la gente ha nei confronti di chi può bruciare zinco e ottone. A causa di queste difficoltà la bravura di un allomante nel zinco e nell'ottone dipende dalla delicatezza del proprio tocco e non dalla forza. L'eccezione più nota fu il Lord Reggente, famoso per riuscire a Sedare completamente folle di decine di migliaia di persone contemporaneamente, anche se è possibile che si sia aiutato bruciando duralluminio. Anche se un bravo allomante può indurre la maggior parte degli stati emotivi con precisione utilizzando uno qualunque dei due metalli, stati emotivi estremi come apatia completa o passione totale possono essere ottenuti solo col giusto metallo. Un Misting che brucia zinco è detto Sobillatore. Un Misting che brucia ottone è detto Sedatore.
- Rame: Metallo mentale interno per Tirare. Bruciando rame l'allomante proietta attorno a sé una proiezione invisibile della propria allomanzia, detta cuprinube: un allomante all'interno di una cuprinube può bruciare metalli senza essere percepito da chi brucia bronzo, almeno a condizioni di pari forza allomantica fra il Cercatore e l'Offuscatore. Come effetto secondario bruciare rame rende l'allomante, ma non quanti dentro la sua cuprinube, immune all'allomanzia mentale in condizioni di pari forza allomantica. Bruciare rame può alterare il proprio corpo, ma l'unico effetto è semplicemente quello di rendere più vasta la propria cuprinube. Un Misting che brucia rame è detto Offuscatore o, in era imperiale e post-imperiale, cuprinube.
- Bronzo: Metallo mentale interno per Spingere. Bruciando bronzo l'allomante può percepire le pulsazioni allomantiche date dall'utilizzo dell'allomanzia nelle vicinanze, determinandone direzione e distanza. Un bravo allomante può capire quale potere viene utilizzato distinguendo la sua pulsazione allomantica in base ai criteri teorici di distinzione fra i metalli: prima verificherà se il metallo bruciato Tira o Spinge; poi capirà se il metallo è interno o esterno a seconda della pulsazione, rispettivamente più lunga o più corta; infine riconoscerà lo schema delle pulsazioni per assegnare il metallo al suo giusto gruppo metallico. Un allomante eccezionale può capire quando un altro allomante avvampa il metallo, percepire quali emozioni un Sedatore o Sobillatore stiano cercando di influenzare o persino intuire quante riserve metalliche siano rimaste al nemico. Le percezioni dovute al bronzo costituirono la base dei primi sistemi di classificazione metallica. È possibile penetrare una cuprinube bruciando bronzo, ma è necessario possedere una forza allomantica maggiore dell'allomante che brucia rame. Un Misting che brucia bronzo è detto Cercatore.
- Cromo e Nicrosil: Metalli di potenziamento allomantico esterno per, rispettivamente, Tirare e Spingere. Bruciando cromo e toccando un nemico l'allomante costringe l'avversario a metabolizzare tutte le proprie riserve di metallo senza alcun effetto, bruciando nicrosil e toccando un nemico invece costringe l'avversario a metabolizzare le riserve dei metalli bruciati al momento in un'enorme vampa di potere. Gli effetti sul nemico sono i medesimi che si otterrebbe se l'allomante-bersaglio bruciasse alluminio o duralluminio. Un Misting che brucia cromo è detto Sottrattore. Un Misting che brucia nicrosil è detto Esaltatore.
- Alluminio: Metallo di potenziamento allomantico interno per Tirare. Bruciando alluminio un allomante metabolizza all'istante tutte le riserve di metalli nel suo corpo ad eccezione di quelle di alluminio stesso, senza però produrre alcun effetto allomantico. Un Misting che brucia alluminio è detto Allumangiatore, termine derisorio dovuto all'inutilità del potere.
- Duralluminio: Metallo di potenziamento allomantico interno per Spingere, ottenuto con una lega al 96% di alluminio e 4% di rame. Bruciando duralluminio un allomante metabolizza all'istante tutte le riserve di metalli bruciati assieme al duralluminio ad eccezione di quelle di duralluminio stesso, rilasciando suddetto potere in un'unica vampa dalla potenza eccezionale. Si tratta di un potere inutile da usare singolarmente, ma che in combinazione con altri metalli permette di ottenere effetti spettacolari e dalla potenza incredibile come Spingere le componenti metalliche di interi edifici per demolirli, sopportare ferite o spinte allomantiche immani, Sedare folle immense o comandare kandra e koloss. Un Misting che brucia duralluminio è detto Durallumangiatore, termine derisorio dovuto all'inutilità del potere in mano a chi non possa bruciare altri metalli.
- Cadmio e Cerrobend: Metalli temporale esterno per, rispettivamente, Tirare e Spingere; il cerrobend è ottenuto con una lega di cadmio e bismuto. Bruciando cadmio o cerrobendo l'allomante crea una zona di tempo alterato, o bolla di velocità attorno a sé. Visto dall'esterno della bolla le persone al suo interno si muovono più lentamente se si brucia cadmio, più velocemente se si brucia cerrobend; visto dall'interno della bolla le persone all'esterno si muovono più velocemente se si brucia cromo, più lentamente se si brucia cerrobend. Non è possibile muovere una bolla di velocità una volta creata, ma chiunque all'infuori dell'allomante che ha creato la bolla può entrare o uscire dalla bolla stessa. Il passaggio fra zone temporali differenti ha diversi effetti inconsueti: gli oggetti lanciati vengono deviati leggermente, i suoni diventano distorti. È impossibile fermare il tempo con una bolla di velocità. Il cadmio brucia molto più velocemente del cerrobend e ha un'area d'azione maggiore. Un Misting che brucia cadmio è detto Temporeggiatore. Un Misting che brucia cerrobend è detto Traslatore.
- Oro: Metallo temporale interno per Tirare. Bruciando oro la coscienza dell'allomante viene divisa in molte parti, ognuna delle quali rappresenta come sarebbe stata la vita dell'allomante se avesse fatto scelte differenti nel suo passato. L'allomante vede, sente, percepisce e pensa come ciascuna di queste persone, o ombre d'oro, e può meglio comprendere le decisioni fatte in passato e le loro conseguenze. L'oro brucia molto velocemente, ma il suo effetto si spinge molto di più nel passato di quanto non faccia l'electrum nel futuro. Durante l'era imperiale l'oro era considerato un metallo superiore e in quanto tale non rientrante nella casistica degli otto metalli di base conosciuti all'epoca né nel sistema di metalli e relative leghe. Un Misting che brucia oro è detto Divinatore.
- Electrum: Metallo temporale interno per Spingere. Bruciando elettro l'allomante ha una visione di alcune ombre le quali percorrono ognuna un possibile sentiero che l'allomante potrebbe intraprendere nel suo futuro. L'allomante può vedere queste ombre, ma a differenza dei Divinatori non vede né percepisce come se effettivamente fosse la versione futura di sé. Tali visioni sono limitate a pochi secondi nel futuro. L'electrum brucia molto poco velocemente. La capacità di vedere il futuro, anche se limitata al proprio, è sufficiente per permettere all'allomante di eludere i sensi di chi brucia Atium come se egli stesso bruciasse quel metallo. Un Misting che brucia electrum è detto Precursore.
- Atium: Metallo divino di Rovina, il nome proviene probabilmente da Ati il possessore origine del Frammento Rovina. Bruciando atium l'allomante può vedere delle ombre traslucide che mostrano in anticipo i movimenti futuri di ogni oggetto e persona entro il proprio campo visivo, il metallo inoltre espande le facoltà cognitive dell'allomante per permettergli di gestire in modo istintivo le informazioni in sovrannumero. Due allomanti che bruciano contemporaneamente atium percepiscono l'uno nell'altro un nugolo di ombre d'atium che mostrano ogni possibile azione futura dell'avversario: il fenomeno è causato dal fatto che la conoscenza dei movimenti di un allomante spinge l'altro a cambiare corso d'azione, cosa che a sua volta induce il primo allomante a una differente strategia, che induce il secondo ad agire diversamente e così via, creando dunque una reazione a catena che rende di fatto nullo il vantaggio di entrambi. Un effetto simile è ottenuto se un allomante brucia atium e l'altro electrum, a parte per il fatto che il Veggente percepirà le azioni future di eventuali nemici aggiuntivi mentre il Precursore no. Durante l'era imperiale l'atium era al centro di un sofisticato mezzo di controllo economico, militare e politico del governo imperiale sulle casate nobiliari. Poiché all'epoca era ritenuto che solo un Mistborn potesse bruciare atium e ci si potesse difendere da loro solo essendo a propria volta Mistborn che bruciano atium, il possesso di una cospicua riserva di atium era infatti considerato indispensabile alla difesa della propria casata. Detenendo il monopolio sull'estrazione e la distribuzione del metallo sul mercato, il Lord Reggente poteva vendere solo una ristretta porzione di atium al pubblico e fare profitti enormi, al tempo stesso assicurandosi la dipendenza delle casate dall'emissione di atium e accumulando immense scorte di metallo dal valore incalcolabile. Tale mezzo di controllo si rivelò essere parte di un piano più grande per assicurarsi il controllo di una porzione del potere della divinità terrisiana Rovina: l'atium infatti è, letteralmente, la parte solida o "corpo" del dio, e in quanto tale racchiudeva in sé quella porzione di potere che era necessaria a Rovina per essere maggiormente potente della controparte Preservazione e realizzare i suoi piani di distruzione del mondo. Il Lord Reggente, consapevole delle intenzioni di Rovina, istituì diversi meccanismi di raccolta dell'atium incluso quello sopra citato per radunare ogni pepita di metallo in un unico punto, difeso da servitori votati al suicidio (i kandra) pur di impedire al dio di reimpossessarsene: ai sensi di Rovina e Preservazione infatti qualunque sostanza metallica pura, atium incluso, era impossibile da vedere o percepire. Ciò costrinse Rovina ad affidarsi ai suoi servitori terreni per trovare il suo corpo, ma non prima che i servitori di Preservazione, all'epoca defunto, trovassero il tesoro d'atium e lo bruciassero allomanticamente, rendendo impossibile a Rovina utilizzarlo. Un Misting che brucia atium è detto Veggente.
- Malatium: Metallo temporale interno per Tirare nello schema di sedici metalli ottenuto con leghe di atium, ottenuto fondendo atium e oro. Bruciando malatium l'allomante può percepire le ombre d'oro di altre persone, vedendo come sarebbe stata la loro vita se quelle persone avessero fatto scelte differenti nel loro passato. L'allomante può vedere queste ombre, ma non vede né percepisce come se fosse effettivamente la versione passata di quella persona né la persona stessa si accorge dell'esistenza di tali ombre o del fatto che l'allomante sta bruciando malatium.
- Lerasium: Metallo divino di Preservazione e controparte dell'Atium, il nome proviene probabilmente da Leras il possessore origine del Frammento Preservazione. L'uso allomantico del lerasium non è noto, tuttavia se ad inghiottirlo è un individuo che non è un allomante la persona diventerà un Mistborn. Fondere questo metallo con uno dei sedici metalli allomantici di base permette invece di trasformare un individuo non allomante in un Misting la cui tipologia dipende dal metallo utilizzato per la lega; anche in questo caso è necessario inghiottire la lega. Come per l'atium anche questo metallo costituisce il corpo di un dio terrisiano e possiede una parte del suo potere. La sua rarità è dovuta al fatto che Preservazione spese questa parte del suo potere per rinchiudere la mente della controparte Rovina lontano dal suo potere, al tempo stesso imprigionandolo e rendendolo impotente.

### Feruchemia
I feruchemisti sono un gruppo di personaggi che possiedono un'abilità chiamata feruchemia, che permette loro di conservare all'interno di oggetti metallici determinati attributi sia fisici che mentali. Gli oggetti utilizzati a questo fine, detti metalloscorte, devono essere a diretto contatto con la pelle del feruchemista sia durante l'immagazzinamento di una caratteristica, sia al momento del suo riutilizzo e sono impossibili da rubare: infatti, nessuno è in grado di accedere ai contenuti di una metalloscorta, se non il suo creatore. Le caratteristiche fisiche e mentali che possono essere "messe da parte" in questo modo sono molte e ognuna deve essere accumulata in un metallo differente. Tuttavia, l'utilizzo di quest'arte richiede un prezzo: per poter accumulare forza fisica, un feruchemista deve trascorrere del tempo con un corpo debole, poiché il suo vigore è trasferito alla sua metalloscota. Trascorrere 10 minuti con un corpo fragile e debole consente al feruchemista di disporre del doppio della propria forza per lo stesso lasso di tempo; tuttavia, egli può anche incrementare un dato attributo di diverse volte rispetto alla condizione iniziale, a patto di sacrificare una quantità maggiore della propria riserva.
Si ritiene che i metalli feruchemici siano gli stessi delle altre Arti dei Metalli (allomanzia e emalurgia), tuttavia, nella trilogia originale della saga di Mistborn è stato rivelato l'utilizzo solamente di dieci di essi, ossia degli otto metalli di base più i due metalli superiori conosciuti fin dall'inizio della serie: oro e atium.
- Ferro: Permette di accumulare peso fisico. Mentre viene accumulato, il feruchemista risulta notevolmente più leggero, al punto da poter fluttuare dolcemente giù da un dirupo, sfruttando la spinta del vento e l'attrito dell'aria, che agiscono su una massa estesa come un corpo umano adulto, ma dotato di scarsissimo peso reale.

- Acciaio: Permette di accumulare rapidità di movimento.
- Stagno: Permette di accumulare tutti e cinque i sensi: udito, olfatto, vista, tatto e gusto. Ogni senso deve essere accumulato in una metalloscorta differente, anche se tutte devono essere fatte di stagno.
- Peltro: Permette di accumulare forza fisica.
- Zinco: Permette di accumulare rapidità di pensiero.
- Ottone: Permette di accumulare calore corporeo. Mentre viene accumulato, il feruchemista può sopportare meglio le alte temperature, poiché il suo corpo risulta più freddo. Parallelamente, rilasciandola permette di resistere anche ad un freddo intenso.
- Rame: Permette di accumulare ricordi. In particolare, le metalloscorte di rame sono chiamate cupriscorte e funzionano in modo leggermente differente rispetto alle altre: un feruchemista può prendere un ricordo e immagazzinarlo all'interno di un oggetto in rame, ma per poterlo fare egli deve dimenticarlo completamente e in modo definitivo. Quando estrarrà nuovamente ciò che ha riposto, anche a distanza di anni, risulterà nitido e preciso all'interno della sua mente come se avesse appena vissuto quell'avvenimento, studiato quel testo e così via. Tuttavia, più tempo il ricordo resta affidato alla memoria, più questo si deteriora e, per conservarlo, il feruchemista è costretto a metterlo via nuovamente, scordandosene del tutto. Il trucco di questa particolare branca della feruchemia sta nello scrivere le informazioni necessarie mentre risultano chiare nella nostra mente, per poterle rileggere comodamente una volta che sarà di nuovo tutto dimenticato.
- Bronzo: Permette di accumulare veglia, ossia ore di sonno. Un feruchemista può decidere di iniziare ad accumulare veglia e cadere in un sonno profondo simile al coma. In un secondo momento, egli potrà sfruttare quel sonno messo da parte per restare sveglio numerose ore di fila. Al termine dell'utilizzo della riserva di veglia, un feruchemista non si sentirà stanco, poiché le ore di sonno arretrato in realtà le aveva già effettuate in precedenza; per contro, al risveglio dal sonno feruchemico, egli non si sentirà più riposato di quando è andato a letto, dato che i benefici del sonno sono stati riposti nella sua metalloscorta.
- Oro: Permette di accumulare salute e le capacità rigenerative proprie del corpo umano. Un rilascio massiccio di salute accumulata è uno degli effetti più spettacolari della feruchemia, dato che permette di rigenerare in pochi attimi perfino delle ferite mortali, anche sé, in caso di morte sul colpo, risulta tristemente inefficace.
- Atium: Permette di accumulare età. Mentre viene accumulata, il feruchemista risulterà più vecchio di diversi anni e, parallelamente, al momento del rilascio, risulterà più giovane. Questa particolare abilità di per sé non permette di vivere più a lungo e risulta efficace solamente come sistema per travestirsi alterando il proprio aspetto.

## Religione
- Culto d'Acciaio: È la religione che venne fondata subito dopo l'Ascensione del Lord Reggente e che venera proprio quest'ultimo. Il Culto tuttavia era più di una semplice chiesa: era la spina dorsale del sistema amministrativo e burocratico dell'Ultimo Impero. Esso era infatti organizzato in dipartimenti chiamati Dicasteri; il dicastero della Finanze sovrintendeva a tutti gli affari economici della nobiltà; il dicastero delle Risorse si occupava degli approvvigionamenti e di tutte le questioni logistiche; il dicastero dell'Ortodossia si occupava della sfera puramente religiosa; l'ultimo, e il più temuto, era il dicastero dell'Inquisizione e si occupava della sicurezza e della repressione del dissenso. Il clero era formato quindi da due tipi di sacerdoti:

- Gli Inquisitori: contavano appena venti unità. Il corpo aveva il compito di punire i nobili che usano l'allomanzia in modo improprio, e di trovare ed uccidere i figli mezzosangue e i misting skaa. Gli Inquisitori provengono da famiglie nobili e fanno largo uso dell'emalurgia, grazie alla quale possiedono poteri degni di un Mistborn. Il loro segno caratteristico erano gli spuntoni d'acciaio che sostituivano gli occhi, sebbene ne avessero impiantati sul corpo altri nove (otto toracici e uno vertebrale).Gli spuntoni pulsavano di dolore e reagivano alle emozioni. Gli inquisitori non avevano più la vista, ma potevano “vedere” le ferro-linee dei metalli nell'ambiente, anche quelli diluiti o impercettibili ai normali allomanti.
- Gli Stipulatori: erano la stragrande maggioranza del clero e sovrintendevano alle varie attività del culto. Ogni momento della vita sociale ed economica dei nobili dell'impero passavano alla fine sotto gli occhi di uno stipulatore: infatti un accordo commerciale o una promessa che non fosse autenticata da uno stipulatore non era considerata legale o moralmente vincolante. Da ciò si evince che oltre ad essere dei burocrati, gli stipulatori erano anche un'eccellente rete di spie al servizio del Lord Reggente. L'ultimo Lord Prelan del culto, fu Tevidian, il padre di Vin. Egli venne ucciso dagli Inquisitori dopo che essi scoprirono l'esistenza di sua figlia.

- Chiesa del Sopravvissuto: religione che venera Kelsier e Vin, chiamata dai fedeli la "Lady Erede". Essendo stata fondata subito dopo la sconfitta del Lord Reggente, il culto non ha una dottrina ben definita ma nel corso della trilogia essa comincerà a prendere forma; ad esempio, viene adottato come simbolo della chiesa una lancia, l'arma che ha posto fine alla vita dell'imperatore, e a Sazed viene dato il titolo di Santo Primo Testimone.

## Trasposizioni in altri media
Nel gennaio 2010, Brandon Sanderson ha annunciato di aver venduto i diritti della saga alla Paloppa Pictures LLC. A febbraio del 2015, Brandon Sanderson ha annunciato che i diritti di Paloppa Pictures sono scaduti e quindi i diritti di Mistborn sono nuovamente disponibili.
Nel 2021 Kelsier, il Sopravvissuto di Hathsin, viene introdotto come personaggio giocabile all’interno del videogioco Fortnite Battle Royale all’interno di un bundle che comprende la skin, il dorso decorativo “Spuntoni Emalurgici“, lo strumento di raccolta “Coltelli di Vetro Vulcanico” e la schermata di caricamento “Un Nuovo Mondo Frammento?”. Tutti gli oggetti cosmetici fanno parte del set denominato “Naufrago del Cosmoverso”.